# Африканский зелёный голубь
Африканский зелёный голубь (лат. Treron calvus) — вид птиц семейства Columbidae, один из пяти видов зелёных голубей, обитающих в тропических поясах Африки. Имеет обширный ареал в Субсахарской области. Насчитывает 15 подвидов.

## Описание
Взрослые птицы имеют бордовые пятна на плечах (оливковые у молодых птиц) и рыжее подхвостье. Они достигают длины 25–28 см. Масса самца 160–285 г, самки 130–225 г.

## Распространение
Держатся стаями с высокой плотностью; часто перемещаются на небольшие расстояния. Их ареал составляют Ангола, Бенин, Ботсвана, Буркина-Фасо, Бурунди, Камерун, Центрально-африканская Республика, Чад, Республика Конго, Демократическая Республика Конго, Кот-д'Ивуар, Экваториальная Гвинея, Эфиопия, Габон, Гамбия, Гана, Гвинея, Гвинея-Бисау, Кения, Либерия, Малави, Мали, Мавритания, Мозамбик, Намибия, Нигер, Нигерия, Руанда, Сан-Томе и Принсипи, Сенегал, Сьерра-Леоне, Сомали, Южная Африка, Южный Судан, Свазиленд, Танзания, Того, Уганда, Замбия и Зимбабве. 

## Образ жизни
Как и другие виды своего рода, они часто держатся в листве деревьев, где их способности лазать позволяют им добираться до плодов; изредка добывают корм на земле. Они населяют прибрежные леса, лесистые местности и саванны, где они питаются на плодоносящих деревьях, особенно на диких фигах (фикусах), в частности на сикоморах и Ficus sur, а в городах на декоративном китайском баньяне. Также едят плоды кассины (Cassine), капской паппеи (Pappea capensis), зизифуса (Ziziphus mucronata), сизигиума сердцевидного и мушмуловидная хурма. Кроме того, могут питаться экзотической японской мушмулой и шелковицей, а иногда и падалью.

## Размножение
Они гнездятся в развилке дерева, где есть хороший обзор окружающей местности. Гнездо представляет собой хлипкую платформу из палочек, собранных самцом и уложенных самкой. Гнездование может происходить в любой месяц года, но чаще всего происходит летом. Откладывают 1-2 яйца, которые выводятся через 13–14 дней. Птенцы покидают гнездо примерно через 12 дней.